# 约瑟夫·斯莫尔卡
约瑟夫·斯莫尔卡（捷克語：Josef Smolka，1939年3月22日—2020年6月1日），捷克男子排球运动员。他曾代表捷克斯洛伐克国家队参加1968年夏季奥林匹克运动会排球比赛，获得一枚铜牌。